# УНІАН. Серіал
«УНІАН. Серіал» — загальноукраїнський телеканал «1+1 Media», що належить українському олігарху Ігорю Коломойському (знаходиться під санкціями РНБО). В основі програмного наповнення — українські та зарубіжні серіали.

## Історія
28 липня 2010 року розпочалося тестове мовлення телеканалу «УНІАН» («Українське Незалежне Інформаційне Агентство Новин») однойменної інформаційної агенції, яка, як і 1+1 медіа, входять до фінансово-промислової групи «Приват» Ігоря Коломойського.
З 1 червня 2017 року веде мовлення у форматі 16:9. Того ж року телеканал навчав українців англійської мови у промоблоках каналу.
З того ж року «УНІАН» випускає новини із сайту УНІАН. Раніше, до кінця 2017 року, йшли прямі трансляції з цього інфоагенства.
20 грудня 2019 року Національна рада України з питань телебачення і радіомовлення переоформила ліцензії телеканалів холдингу «1+1 медіа» — «ПлюсПлюс» і «УНІАН», дозволивши їм «помінятися логотипами» і програмними концепціями. Тобто, мережами каналів. 20 листопада того ж року Нацрада дозволила телеканалу «УНІАН» без конкурсу потрапити до загальнонаціональної цифрової мережі DVB-T2, перейшовши до мультиплексу МХ-3. При цьому телеканал «УНІАН» змінив юридичну особу з ТОВ «УНІАН ТБ» на ТОВ «Гравіс». 26 грудня 2019 року «ПлюсПлюс» почав мовити у мультиплексі МХ-3 загальнонаціональної цифрової мережі DVB-T2.
З січня 2020 року у регіональному мультиплексі Концерну РРТ в Одеській області замість «ПлюсПлюс» мовить «УНІАН».
1 вересня 2020 року телеканал почав мовлення у стандарті високої чіткості (HD)
8 грудня 2021 року телеканал отримав ліцензію на мовлення у мультиплексі МХ-3 цифрової етерної мережі DVB-T2 шляхом зміни логотипа телеканалу «Аргумент ТБ» на «УНІАН» та переоформленням ліцензії з МХ-4 на МХ-3. «Аргумент ТБ» було створено 28 жовтня 2021 з цифровою ліцензією телеканалу «М2» (ТОВ «Дідживан»).
22 грудня за поданням «1+1 media» НацРада переоформила супутникову ліцензію телеканалу на ТОВ «Дідживан», анулювавши при цьому ТОВ «Гравіс».
1 січня 2022 року телеканал розпочав мовлення у мультиплексі MX-3 цифрової етерної мережі DVB-T2.
У зв'язку з російським вторгненням в Україну з 24 лютого до 27 листопада 2022 року телеканал цілодобово транслював інформаційний марафон «Єдині новини». З 28 листопада телеканал частково відновив самостійне мовлення, змінивши програмну сітку. Російськомовні програми та серіали транслюється в українському озвученні.
16 лютого 2023 року НацРада переоформила ліцензію трьох регіональних телеканалів для мовлення під єдиним брендом: «УНІАН. Запоріжжя» (скасований 26 вересня 2024 року), «УНІАН. Дніпро», «УНІАН. Харків» у місцевих мультиплексах MX-5 на 44, 47 і 53 ТВК відповідно.
1 січня 2024 року телеканал майже повністю відновив самостійне мовлення: «Єдині новини» транслюють з 01:00 до 07:00.
16 липня 2025 року Міністерство культури та інформаційної політики України надало каналу статус критично важливого. Таким чином його працівники можуть бути заброньовані від мобілізації.
24 липня регулятор переоформив логотип юридичної особи ТОВ «Дідживан» для мовлення з «УНІАН» на «УНІАН. Серіал». Телеканал провів ребрендинг 28 липня.

## Рейтинги
2021 року частка каналу «УНІАН» склала 0,2 % з рейтингом 0,03 % (дані Індустріального Телевізійного Комітету, аудиторія 18-54 міста 50 тис.+, 31-е місце).

## Логотип
Телеканал змінив 3 логотипи. Теперішній — 4-й за ліком.
| Логотип | Опис |
| ------- | --- |
|         | З 28 липня 2010 до 16 лютого 2014 року логотипом було слово «УНІАН» рожево-білого кольору. Логотип був напівпрозорим. Знаходився у правому верхньому куті.                                      |
|         | З 17 лютого 2014 до 11 травня 2022 року логотипом каналу було слово «УНІАН» з видозміненою літерою «І», написане білим шрифтом у червоному символі цитати. Знаходився там само.                 |
|         | З 12 травня 2022 до 27 липня 2025 року логотипом було біле велике стилізоване слово «УНІАН», як у попередньому логотипі. З 22 лютого до 5 липня 2022 року праворуч логотипа був прапор України. |
|         | З 28 липня 2025 року логотипом є стилізоване як у попередньому логотипі слово «УНІАН» з підписом «СЕРІАЛ» на несуцільній прямокутний плашці.                                                    |

## Наповнення етеру

### Програми
- Загублений світ
- Помста природи
- Реальна історія з Акімом Галімовим
- Світ навиворіт з Дмитром Комаровим

### Архів
- Гроші
- Українські сенсації
- Секретні матеріали
- Зброя
- ТСН. Спецпроект
- ПроФутбол
- ТСН
- ТСН. Тиждень
- Спецкор
- Ремонт+
- Право на владу
- ДжеДаі
- Сніданок з 1+1
- Смачна країна
- Посміхніться вам це личить
- Облом.UA
- Історії міста
- Легенди Сіті
- Тема дня
- Велика різниця по-українськи
- Чистоnews
- Життя без обману (раніше — «Територія обману»)
- Що? Де? Коли?
- Відеобімба
- 6 кадрів

### Серіали

#### Українські
- Брати по крові
- Булатов
- Відморожений
- Великі Вуйки
- Джек і Лондон
- Звонар
- Зустрічна смуга
- Козирне місце
- Ментівські війни. Київ
- Одна родина. Весілля
- Окуповані
- Плут
- Село на мільйон
- Слов'яни
- Стоматолог
- Тільки кохання

#### Іноземні
- Білий комірець
- Вбивство в Гамбурзі
- Злочин у раю
- Зниклі
- Касл
- Кістки
- Комісар Алекс
- Медіум
- Морська поліція: Лос-Анджелес
- Нарко
- Нарко: Мексика
- Принцип насолоди
- Спецзагін «Кобра 11»
- Справа на двох
- Таємниці Лаури
- Теорія брехні
- Чорне дзеркало

### Документальні фільми
- Битва за Київ
- Вулиця Яблунська
- Історія питання
- Колона
- Незавершений політ
- СБУ. Спецоперації перемоги
- Україна. Повернення своєї історії
- Чат війни. Мощун

### Спортивні трансляції
- Трансляції матчів чемпіонату України з футболу
- Баскетбол (матчі української Суперліги та Євроліги ULEB)
- Волейбол

## УНІАН-2
31 жовтня 2023 року телеканал УНІАН-2 став переможцем конкурсу на отримання ліцензії на мовлення в MX-7 цифрової етерної мережі DVB-T2 з юридичною особою ТОВ «Дідживан».

## Локальні версії телеканалу
| Назва                 | Дата запуску | Область          | Територія мовлення | Юридична особа                  | Мережа               | Мережа   | Мережа          | Мережа | Мережа |
| Назва                 | Дата запуску | Область          | Територія мовлення | Юридична особа                  | DVB-T2               | Супутник | Кабельні мережі | IPTV   | OTT    |
| --------------------- | ------------ | ---------------- | ------------------ | ------------------------------- | -------------------- | -------- | --------------- | ------ | ------ |
| УНІАН.Нікополь        | 24.11.2020   | Дніпропетровська | Нікополь           | ТОВ ТРК «Кварц»                 | Місцевий MX (21 ТВК) | Ні       | Ні              | Ні     | Ні     |
| УНІАН.Дніпро (план)   |              | Дніпропетровська | Дніпро             | ТОВ ТРК «ТЕТ — Дніпропетровськ» | MX-5                 | Ні       | Ні              | Ні     | Ні     |
| УНІАН.Миколаїв (план) |              | Миколаївська     | Миколаїв           | ТОВ «ТАК ТВ+»                   | Місцевий MX (47 ТВК) | Ні       | Ні              | Ні     | Ні     |
| УНІАН.Харків (план)   |              | Харківська       | Харків             | ТОВ ТРК ТОВ «S-ТЕТ»             | MX-5                 | Ні       | Ні              | Ні     | Ні     |

## Керівництво
- Іванна Найда (генеральна продюсерка нішевих каналів «1+1 Media»)

## Мовлення

### Супутникове мовлення
| Супутник         | Стандарт | Частота | Символьна швидкість | Поляризація       | FEC | Формат зображення | Помітки | Кодування |
| ---------------- | -------- | ------- | ------------------- | ----------------- | --- | ----------------- | ------- | --------- |
| Astra 4A (4.8°E) | DVB-S2   | 11766   | 30000               | горизонтальна (H) | 2/3 | MPEG-4            | EPG     | FTA       |

### Етерне цифрове мовлення
| Канал | Мультиплекс | Стандарт | EPG        | Формат мовлення |
| ----- | ----------- | -------- | ---------- | --------------- |
| 8     | MX-1        | DVB-T2   | Green tick | SD 576i 16:9    |